# 朝生とちぎ
朝生とちぎ（あさなまとちぎ）は、1999年4月のとちぎテレビ開局時から2010年4月2日まで、毎週月曜日から金曜日までの朝に同局で制作、放送されていた生放送情報番組である。
過去数回放送時間の変更を経て、2010年4月の放送終了まで、6:45～7:55に放送されていた。
2002年4月から2003年3月まで、放送開始時刻の繰上げに伴い番組名を「朝生とちぎ630」としていた時期があった。
なお、後継番組は同年4月5日から放送開始の『NEWSとちぎの朝』。

## 放送時間
- 1999年4月1日～2002年3月29日

7:00 - 8:55
- 2002年4月1日～2003年3月28日

6:30 - 8:10
- 2003年3月31日～2005年3月25日

7:00 - 8:10
- 2005年3月28日～2010年4月2日

6:45 - 7:55

## コーナー（2010年現在）
- 6:45　オープニング・ニュース・天気予報など
- 7:00　日替わりコーナー
- 7:10　コチラdeダンス
- 7:15　朝刊DASH!・天気予報
- 7:25　情報アラカルト
- 7:30　交通情報（道路/鉄道情報）・天気予報
- 7:45　楽らくクッキング
- 7:53　エンディング

## 出演者

### 晩年のキャスター
- 若林芽育（月～水曜担当、2004年4月～2010年4月）
- 宮本賢一（木・金曜担当、2009年4月～2010年4月）
- 須賀由美子（月～金曜担当、2006年4月～2010年4月）

※なお、最終回は3人揃っての放送となった。

### 過去のキャスター
- メインキャスター
  - 中山湖（1999年4月～、木・金担当）
  - 小田貴子（1999年4月～、月～水担当）
  - 岡本有美子
  - 山口亜紀
  - 阿部和加子（阿部わか子名義で出演）
  - 佐藤友美
  - 小笠原聖

- サブキャスター、及び天気予報担当
  - すずきゆう子
  - 大塚優代
  - 中野知美 - ※テレビ埼玉の同姓同名のアナウンサーとは別人。
  - 池田泰子

## テーマ曲
- MAKAI「Dreamin' feat.日之内エミ」（2009年3月30日～）
- 2004年にはまだ知名度の低かったPerfumeの「ビタミンドロップ」が使われるなど、選曲には先見の明がある。